# Arājskommandot

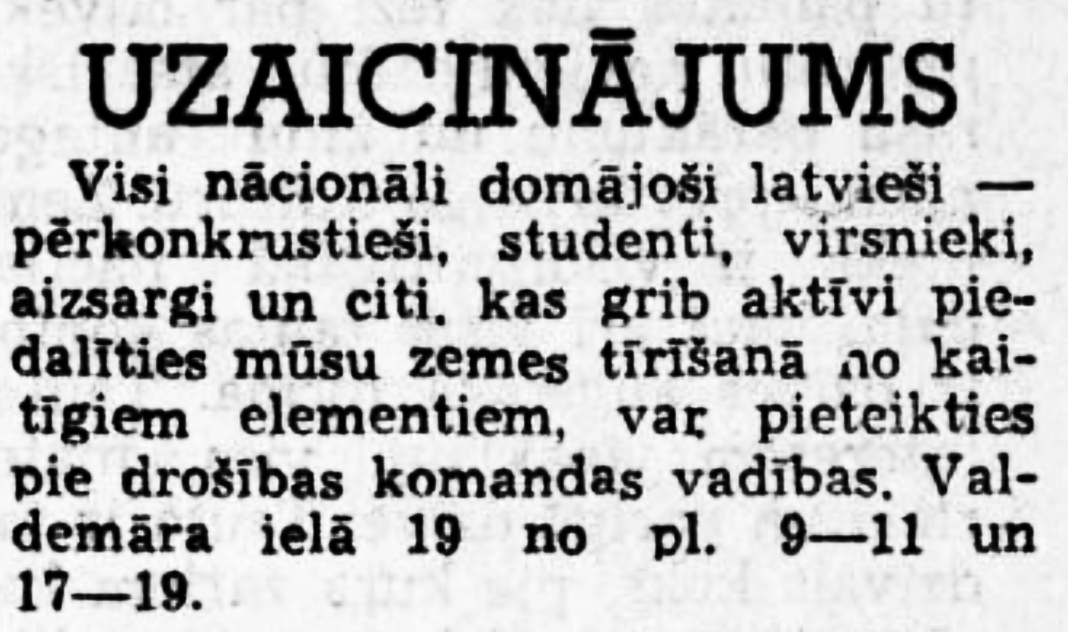
Tidningsannons, 3 juli 1941

Arājskommandot var lettiska milismän som samarbetade med tyska Einsatzgruppe A i Lettland under andra världskriget. Arājskommandot anfördes av Viktors Arājs och anses ha mördat omkring 26 000 civilpersoner i Lettland och Vitryssland, i huvudsak judar. Arājskommandot deltog bland annat i massakrerna i Rumbula och Liepāja i mitten av december 1941. Tre av officerarna i Arājskommandot var Herberts Cukurs, Konrāds Kalējs och schackmästaren Kārlis Ozols.
Det var den tyske SS-officeren Walter Stahlecker som den 1 juli 1941 gav Viktors Arājs i uppdrag att bilda kommandot. Den 3 juli 1941 uppmanade Arājs genom tidningsannonser "alla nationellt sinnade letter – åskkorsare, studenter, officerare, skydsskårister och andra som aktivt ville delta i att befria landet från skadliga element" att ansluta sig.